# العلاقات البوروندية الفيجية
العلاقات البوروندية الفيجية هي العلاقات الثنائية التي تجمع بين بوروندي وفيجي.

## مقارنة بين البلدين
هذه مقارنة عامة ومرجعية للدولتين:
| وجه المقارنة                                              | بوروندي                                    | فيجي                                                                 |
| --------------------------------------------------------- | ------------------------------------------ | -------------------------------------------------------------------- |
| المساحة (كم2)                                             | 27.83 ألف                                  | 18.27 ألف                                                            |
| عدد السكان (نسمة)                                         | 10.86 مليون                                | 915.30 ألف                                                           |
| الكثافة السكانية (ن./كم²)                                 | 390.23                                     | 50.1                                                                 |
| العاصمة                                                   | بوجومبورا، جيتيغا                          | سوفا                                                                 |
| اللغة الرسمية                                             | اللغة الكيروندية، لغة فرنسية، لغة إنجليزية | لغة إنجليزية، اللغة الفيجية، اللغة الفيجي الهندية، اللغة الهندستانية |
| العملة                                                    | فرنك بوروندي                               | دولار فيجي                                                           |
| الناتج المحلي الإجمالي (بليون دولار)                      | 3.48 مليار                                 | 5.06 مليار                                                           |
| الناتج المحلي الإجمالي (تعادل القوة الشرائية) بليون دولار | 8.13 مليار                                 | 8.32 مليار                                                           |
| الناتج المحلي الإجمالي الاسمي للفرد دولار أمريكي          | 277                                        | 4.96 ألف                                                             |
| الناتج المحلي الإجمالي للفرد دولار أمريكي                 | 77                                         | 8.79 ألف                                                             |
| مؤشر التنمية البشرية                                      | 0.400                                      | 0.727                                                                |
| رمز المكالمات الدولي                                      | +257                                       | +679                                                                 |
| رمز الإنترنت                                              | .bi                                        | .fj                                                                  |
| المنطقة الزمنية                                           | ت ع م+02:00                                | ت ع م+12:00                                                          |

## منظمات دولية مشتركة
يشترك البلدان في عضوية مجموعة من المنظمات الدولية، منها:
| علم المنظمة | اسم المنظمة                                 | تاريخ انضمام بوروندي | تاريخ انضمام فيجي |
| ----------- | ------------------------------------------- | -------------------- | ----------------- |
|             | الاتحاد البريدي العالمي                     | ?                    | ?                 |
|             | يونسكو                                      | 16 نوفمبر 1962       | 14 يوليو 1983     |
|             | البنك الدولي للإنشاء والتعمير               | 28 سبتمبر 1963       | 28 مايو 1971      |
|             | منظمة التجارة العالمية                      | 23 يوليو 1995        | ?                 |
|             | وكالة ضمان الاستثمار متعدد الأطراف          | 10 مارس 1998         | 24 سبتمبر 1990    |
|             | الاتحاد الدولي للاتصالات                    | 16 فبراير 1963       | 5 مايو 1971       |
|             | منظمة الشرطة الجنائية الدولية               | ?                    | ?                 |
|             | مؤسسة التمويل الدولية                       | 28 نوفمبر 1979       | 12 يوليو 1979     |
|             | الأمم المتحدة                               | 18 سبتمبر 1962       | 13 أكتوبر 1970    |
|             | مجموعة دول أفريقيا والكاريبي والمحيط الهادئ | ?                    | ?                 |
|             | مؤسسة التنمية الدولية                       | 28 سبتمبر 1963       | 29 سبتمبر 1972    |
|             | منظمة حظر الأسلحة الكيميائية                | ?                    | ?                 |
|             | المركز الدولي لتسوية المنازعات الاستشارية   | 5 ديسمبر 1969        | 10 سبتمبر 1977    |

## وصلات خارجية
- موقع وزارة الخارجية الفيجية